# I. Frigyes athéni herceg
I. Frigyes (1340 körül – Messina, 1355. július 11.), olaszul: Federico I di Sicilia, szicíliai olaszul: Fidiricu I, katalánul: Frederic I de Sicília, görögül: Φρειδερίκος A' της Σικελίας, athéni és neopatraszi herceg, Randazzo őrgrófja. A Barcelonai-ház szicíliai ágának athéni oldalágából származott.

## Élete
Édesapja II. János, Athén hercege, Randazzo őrgrófja, II. Frigyes szicíliai király és Anjou Eleonóra nápolyi hercegnő fia.
Édesanyja Cesarina (Cesarea) Lancia, Péternek, Caltanisetta grófjának a leánya. Frigyes volt szülei egyetlen fiúgyermeke, két húga volt, Konstancia és Eleonóra. Amikor apját 1348 folyamán elvitte a pestis, Frigyes örökölte apja címeit. Athénban vikáriusnak Ramón Bernardit nevezte ki. Frigyes még kiskorúként halt meg, így birtokai felett nem gyakorolhatta a tényleges uralmat. A cataniai Szent Ágota Székesegyházban temették el.

## Külső hivatkozások
- Foundation for Medieval Genealogy/Sicily Kings Genealogy (Hozzáférés: 2014. november 16.)
- Euweb/House of Barcelona/Sicily Kings Genealogy (Hozzáférés: 2014. november 16.)

| Előző II. (Aragóniai) János | Athén hercege 1348 – 1355 | Következő II. (Együgyű) Frigyes |